# نابي سوماه
نابي سوماه (بالفرنسية: Naby Soumah)‏ (25 يناير 1985 غينيا - ) هو لاعب كرة قدم غيني، يلعب كلاعب وسط.

## مسيرته

### مسيرته مع الأندية
- 2006 - 2007 لعب مع ستير الرياضية بجرزونة 22 مباراة سجل خلالها 10 أهداف.
- 2007 - 2012 لعب مع النادي الرياضي الصفاقسي 40 مباراة سجل خلالها 9 أهداف.
- 2012 - 2013 لعب مع نادي الفيصلي 23 مباراة سجل خلالها 6 أهداف.

## روابط خارجية
- نابي سوماه على موقع الاتحاد الدولي (مؤرشف)  (الإنجليزية)
- نابي سوماه على موقع قاعدة بيانات كرة القدم.إي يو (الإنجليزية)
- نابي سوماه على موقع ناشيونال فوتبول تيمز (الإنجليزية)
- نابي سوماه على موقع Soccerway.com (الإنجليزية)
- نابي سوماه على موقع عالم كرة القدم.نت (الإنجليزية)